# Biserica de lemn din Cociuba Mică

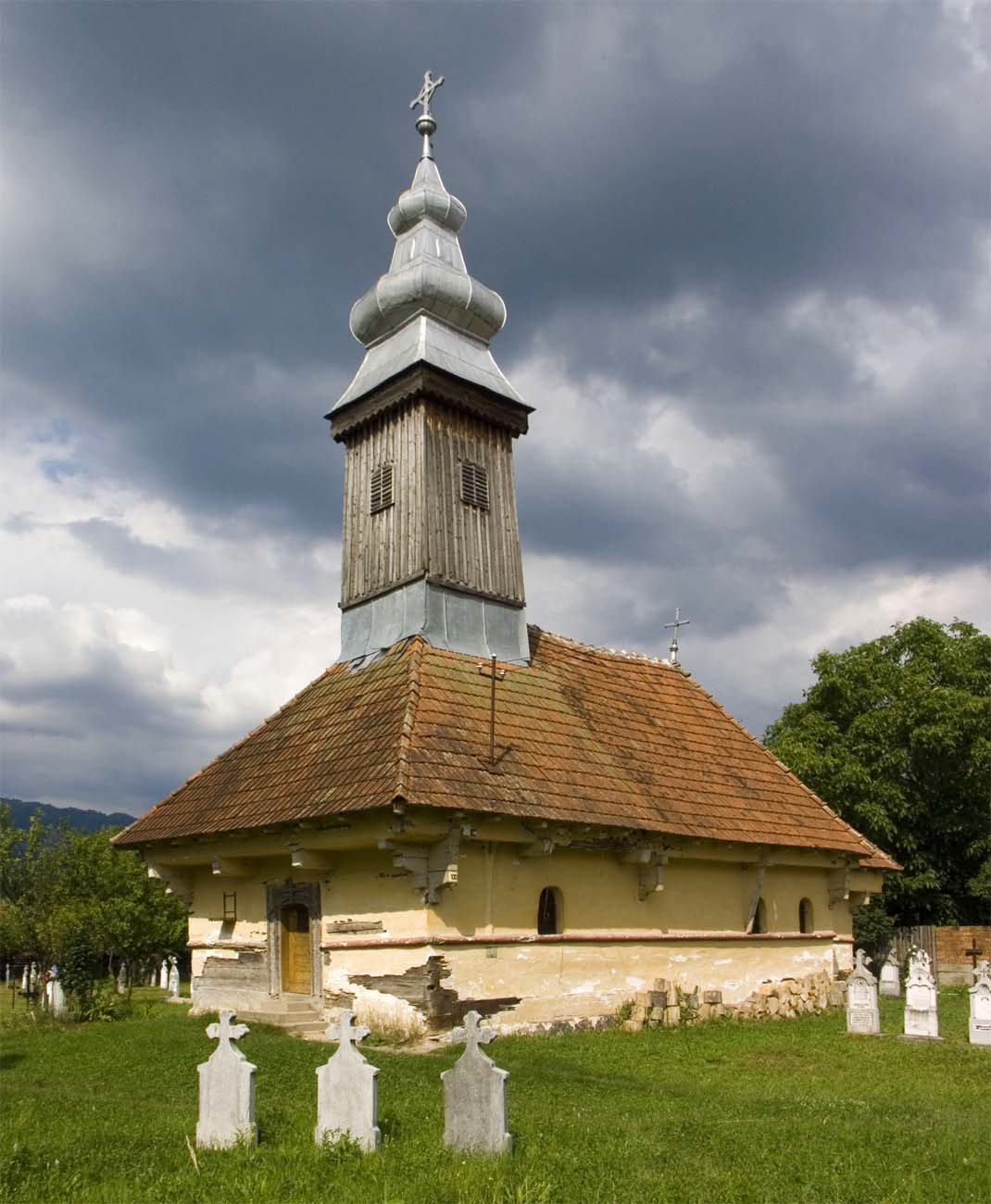
Biserica de lemn din Cociuba Mică, 2008

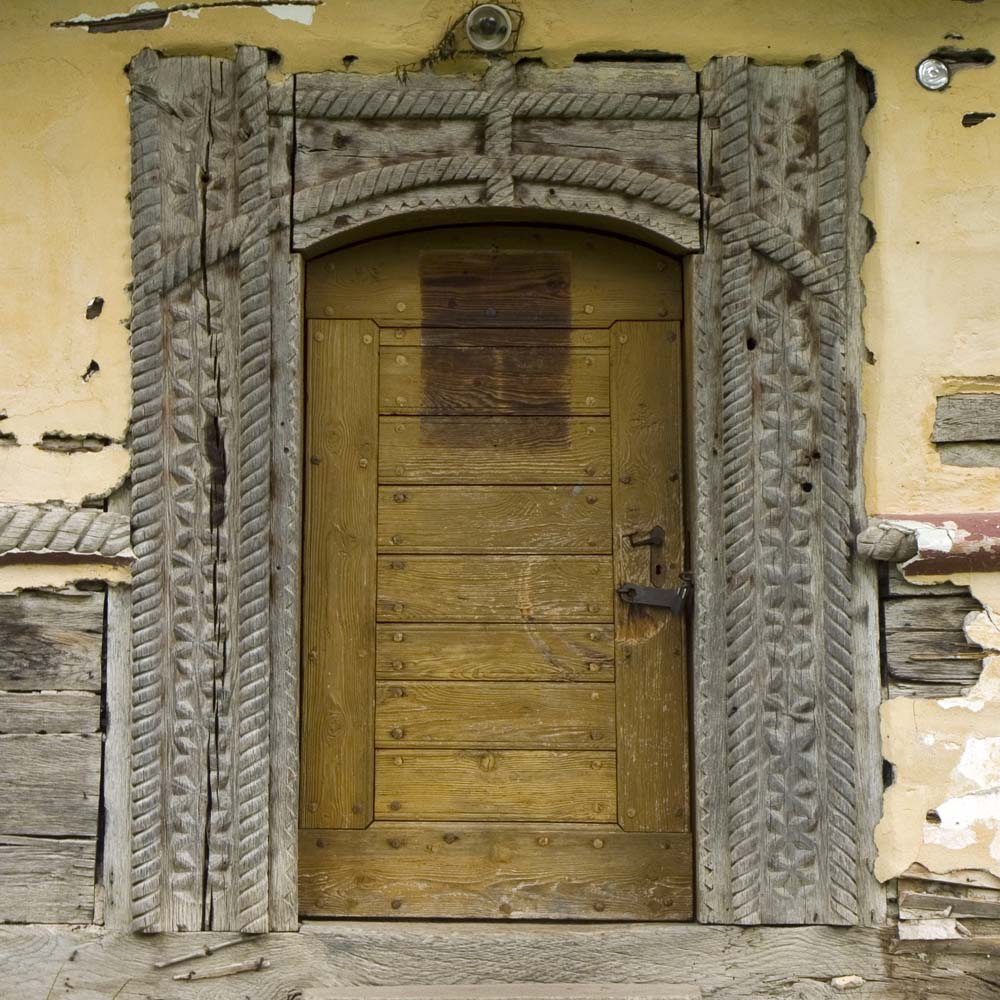
Portalul de la intrare, 2008

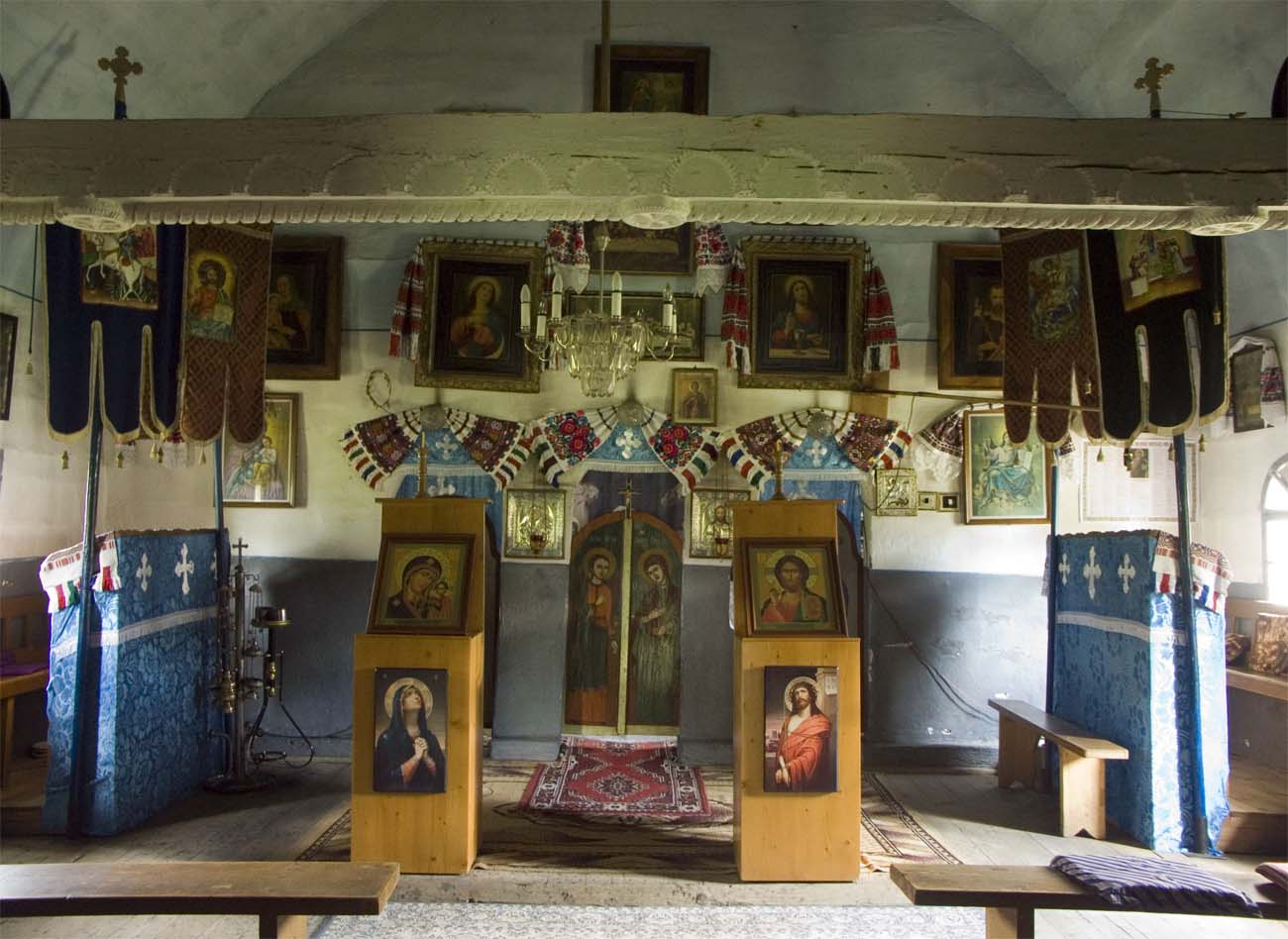
Interiorul navei, 2008

Biserica de lemn din Cociuba Mică se află în localitatea omonimă din județul Bihor și a fost ridicată în anul 1715. Biserica se află pe noua listă a monumentelor istorice sub codul LMI:  BH-II-m-B-01136.

## Istoric
Începutul acestei biserici este fixat de o inscripție lungă pe peretele vestic, la dreapta intrării: "Când au gătat meșterii besiareaca în luna lui cireșia de 25 zile ani de la nașterea lu Hs 1715".
În urma unei renovări majore, probabil la 1901 sau în decursul secolului 19, biserica a primit aspectul unei biserici de zid. Cu această ocazie a fost refăcută învelitoarea turnului într-un stil barocizant, a fost adausă o suprastructură butei și turnul a fost descărcat prin stâlpi de zid în interiorul pronaosului. Unul dintre stâlpi este, de fapt, un coș de fum, reflectând un efort de îmbunătățire a confortului interior. În această perioadă, pereții exteriori au fost probabil acoperiți cu pământ, iar interiorul a fost revopsit.

## Trăsături
Decorația acestei biserici, îndeosebi portalele și cioplitura grindei interioare, are elemente comune cu bisericile de lemn din Bălan Josani și Totoreni. La acestea se pot adăuga biserica de lemn din Hinchiriș și cea dispărută din Valcău de Jos.

## Imagini

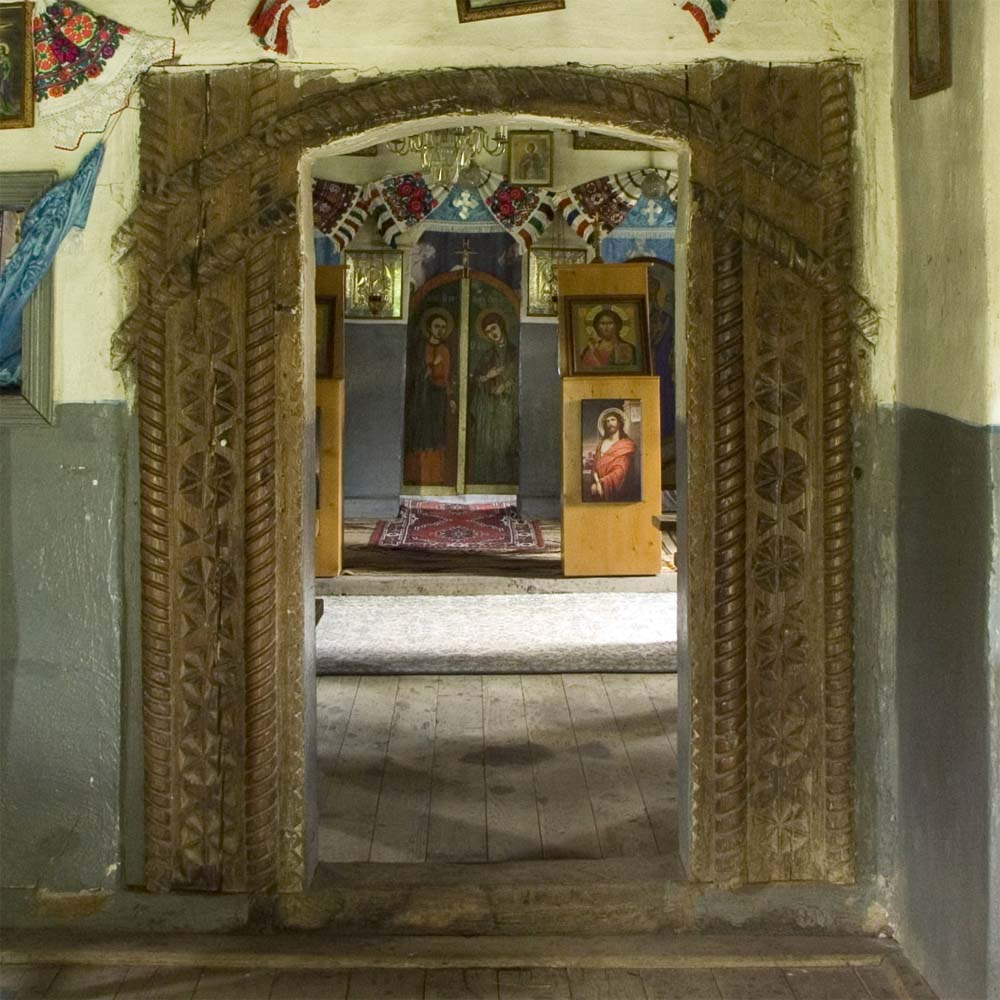
Portalul interior
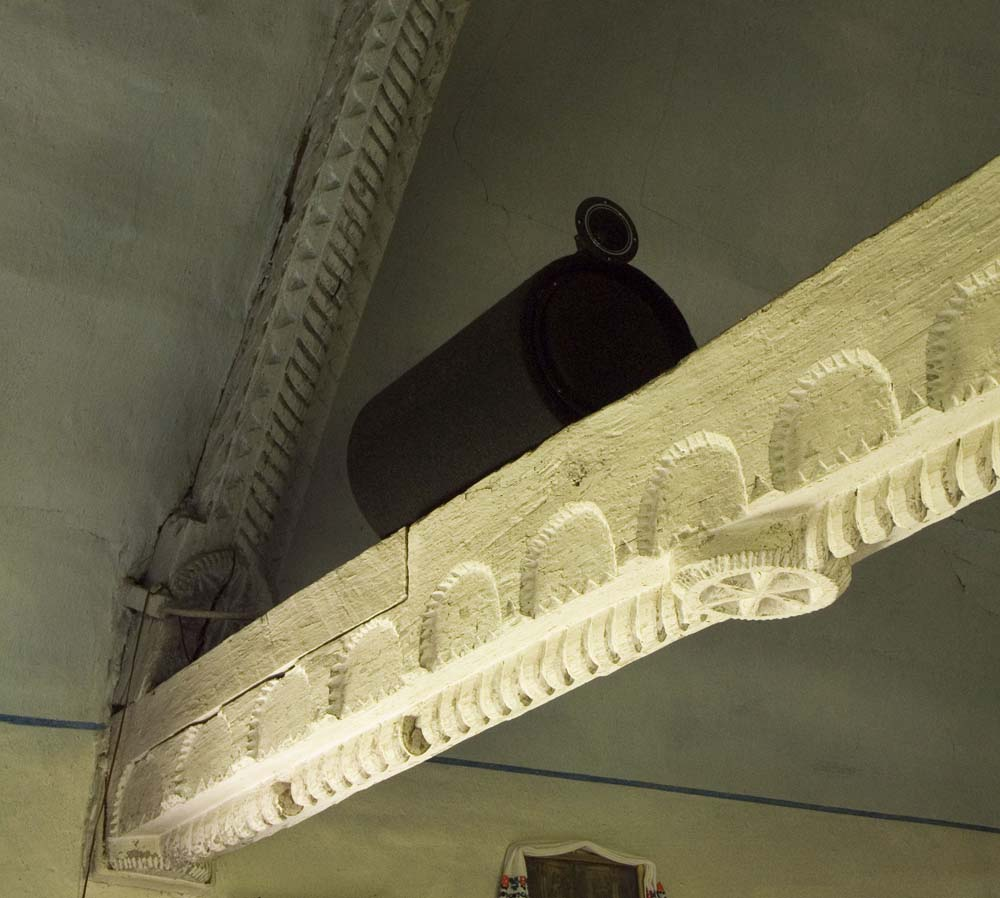
Arcul dublou și grinda tirant în naos
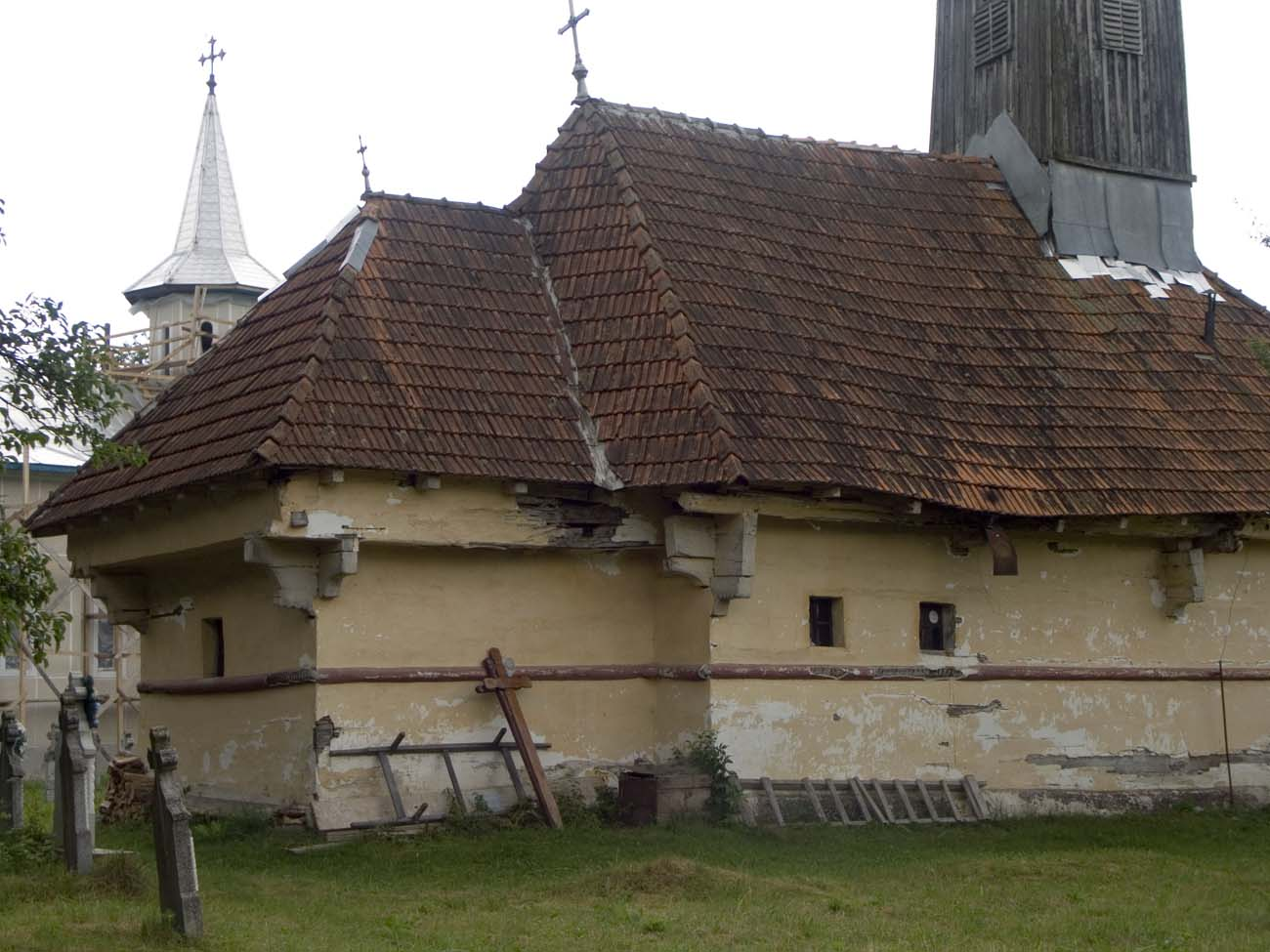
Altarul și suprastructura lui
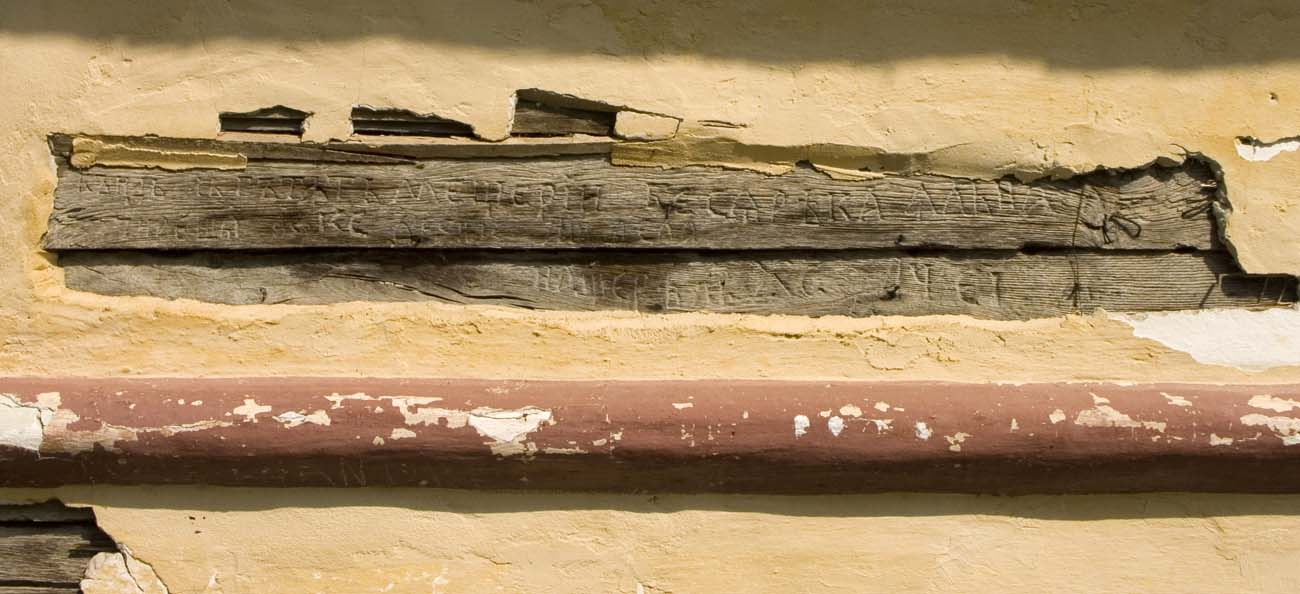
Inscripția din 1715